# Кинески Тајпеј на Светском првенству у атлетици на отвореном 2022.
Кинески Тајпеј је учествовао на 18. Светском првенству у атлетици на отвореном 2022. одржаном у Јуџину  од 15. до 25. јула осамнаести пут, односно учествовао је на свим првенствима до данас. Репрезентацију Кинеског Тајпеја чинило је 2 такмичара који су се такмичили у 2 дисциплине.,
На овом првенству представници Кинеског Тајпеја нису освојили ниједну медаљу нити су остварили неки резултат.

## Учесници
Мушкарци:
- Чен Куеи-ру — 110 м препоне
- Чие Чен — 400 м препоне

## Резултати

### Мушкарци
| Атлетичар   | Дисциплина    | Лични рекорд | Квалификације | Квалификације | Полуфинале            | Полуфинале            | Финале                | Финале       | Детаљи |
| Атлетичар   | Дисциплина    | Лични рекорд | Резултат      | Место         | Резултат              | Место                 | Резултат              | Место        | Детаљи |
| ----------- | ------------- | ------------ | ------------- | ------------- | --------------------- | --------------------- | --------------------- | ------------ | ------ |
| Чен Куеи-ру | 110 м препоне | 13,34 НР     | 13,82         | 8. у гр. 2    | Нису се квалификовали | Нису се квалификовали | Нису се квалификовали | 34 / 38 (40) |        |
| Чие Чен     | 400 м препоне | 48,92        | 50,28         | 5. у гр. 1    | Нису се квалификовали | Нису се квалификовали | Нису се квалификовали | 27 / 35 (37) |        |